# Euxoa bledi
Euxoa bledi là một loài bướm đêm trong họ Noctuidae.